# Chiesa di Santa Lucia alla Sala
La chiesa di Santa Lucia alla Sala è un luogo di culto cattolico che si trova in via della Sala a Brozzi, una frazione nel circondario ovest di Firenze.

## Storia e descrizione

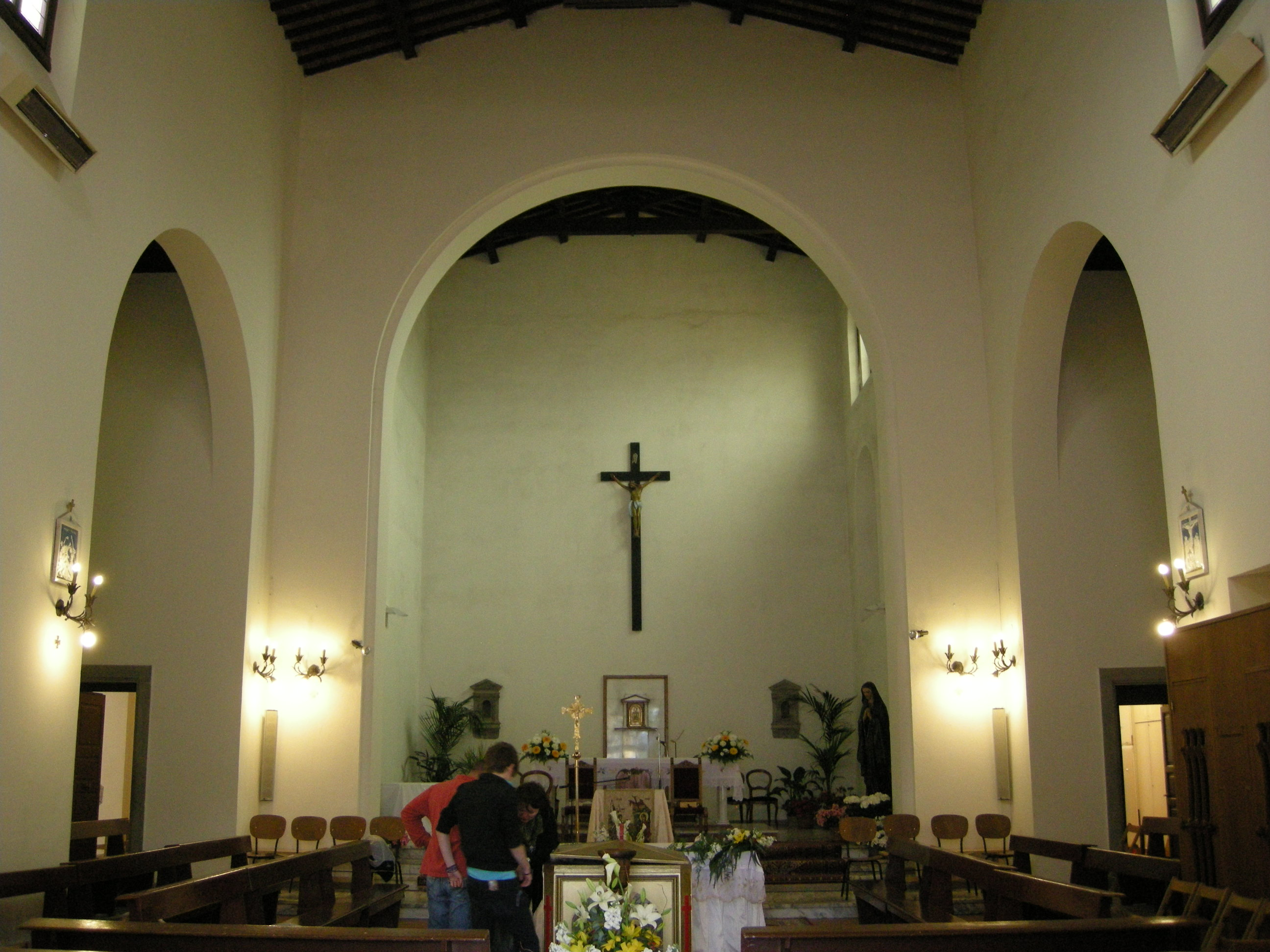
L'interno

Il toponimo era usato in epoca longobarda con riferimento ad un casale o borgo fortificato e si trova menzionato in varie località. L'antica chiesa, risalente all'XI secolo, fu rifatta nel XIII ed ebbe il patrocinio dei Tornaquinci, Corbinelli, Ricciardi e Niccolini, ma venne distrutta dalle mine tedesche nell'agosto 1944. Ricostruita nel dopoguerra dall'architetto Primo Saccardi con copertura a capriate lignee, fu consacrata nel 1950. Delle opere d'arte che possedeva restano solo il ciborio e un tabernacolo di piccole dimensioni della scuola di Giuliano da Maiano. Vi è stata anche ricomposta la lastra tombale di Bartolomeo Corbinelli, morto nel 1408, primo proprietario della vicina villa monumentale (ora dei Bacci).